# Better World Books
Better World Books — книжный интернет-магазин подержанных и новых книг, открытый в 2002 году. Организация является коммерческой, но часть книг и своей прибыли она направляет на различные программы по ликвидации неграмотности во всем мире. К 2013 году компания выделила приблизительно 14 млн долларов в рамках этих программ. Веб-сайт магазина в режиме реального времени отображает количество пожертвованных книг, средств, отправленных в фонды, число подержанных и отправленных на повторную переработку книг.
Подержанные книги поступают в Better World Books в основном из более чем 1800 колледжей и университетов, от более чем 3000 библиотечных систем. Компания имеет склады, находящиеся в штате Индиана и Шотландии.

## История
В 2001 году, вскоре после окончания Университета Нотр-Дам, выпускники Кристофер Фукс, Ксавье Хельгесен и Джефф Курцман продали свои учебники в интернете. Затем им пришла идея перепродажи подержанных книг, оформившаяся позже в бизнес-план. В 2002 году Фуксу и Хельгесену при поддержке Robinson Community Learning Center удалось продать 2000 книг, получив за них 20 000 долларов. Половина выручки пошла на поддержку грамотности комьюнити-центра.
В 2003 году трое бывших студентов представили свой бизнес-план интернет-магазина на конкурсе, организованном центром предпринимательских исследований бизнес-колледжа при Университете Нотр-Дам. Они выиграли конкурс и получили грант в размере 7000 долларов. В апреле 2008 года в Better World Books был вложен венчурный капитал в размере 4,5 млн долларов от Good Capital, LLC и 18 частных инвесторов. В этом же году компания открыла представительство в Шотландии, а британская версия сайта заработала двумя годами позднее.

## Критика
Better World Books многие критикуют за извлечение прибыли из бескорыстно пожертвованных людьми книг. На это компания отвечает, что является коммерческой и использует модель социального предпринимательства, тем самым никого не обманывая, когда продаёт книги. Один независимый книготорговец раскритиковал компанию за отсутствие «фундаментальной букинистической грамотности», а также указал на невероятно высокие зарплаты топ-менеджеров.

## Партнёры
Часть средств с проданных книг Better World Books перечисляет в Feed the Children и Books for Africa, или в эти организации направляются непосредственно книги. Better World Books в той или иной мере обеспечивает поддержку следующих некоммерческих организаций:
- Books for Africa — организация, собирающая книги и отправляющая их африканским детям[2].
- National Center for Family Literacy — организация, помогающая получать образование американским детям из бедных семей[2][21].
- Room to Read — организация, строящая библиотеки и школы и предоставляющая стипендии в бедных районах мира, в том числе в Юго-Восточной Азии[2][22]. Room to Read также издает детские книги на нескольких языках[22].
- Worldfund — организация, ставящая целью улучшение знания английского языка в Латинской Америке[2][23].
- Prison Book Project — некоммерческая организация, отправляющая заключённым в тюрьмы книги и правовую информацию[24][25].
- Robinson Community Center — коммьюнити-центр при Университете Нотр-Дам, предоставляющий образовательные услуги Саут-Бенде (штат Индиана)[26].
- National Literacy Trust — независимая английская благотворительная организация, способствующая развитию грамотности[14][15][16].
- READ International — благотворительная организация, цель которой — дать доступ к образованию детям в Восточной Африке, отправляя туда книги, в которых больше не нуждаются ученики средних школ Великобритании[14][15][16].
- The National Adult Literacy Agency (NALA) — независимая ирландская благотворительная организация, борющаяся за права людей с задержкой развития и за предоставление этим людям полных образовательных услуг[14][15][16].